# Yin Xu
Yin Xu (kineski: 殷墟, pinyin: Yīnxū, što znači "Ruševine Yina") je naziv za ruševine posljednje prijestolnice kineske dinastije Shang (1766. pr. Kr. - 1050. pr. Kr., brončano doba). Nalazi se u središnjoj pokrajini Hebei, kraj suvremenog grada Anyanga, a javnosti je otvoren kao Vrtni muzej Yinxu.
Ponovno je otkriven 1899. godine te se smatra najstarijim i najvećim arheološkim nalazištem u Kini, jednim od povijesnih prijestolnica Kine koja je 2006. godine upisana na UNESCO-ov popis mjesta svjetske baštine u Aziji i Oceaniji kao svjedočanstvo zlatnog doba rane povijesti kineske kulture, obrta i znanosti.

## Odlike
U Yin Xuu je iskopan značajan broj kraljevskih grobnica i palača, prototipova kasnije kineske arhitekture, uključujući palače i područja s Hramovima predaka, s više od 80 temelja, i samo jedan grob člana kraljevske obitelji dinastije Shang koji je ostao netaknut, grob Fu Hao. Veliki broj i vrhunska umješnost grobnog pribora svjedoče o naprednoj razini industrijskog obrta dinstije Shang.
Pronađene "proročke kosti" i "proročko pismo", jedno od najstarijih zabilježenih oblika kineskog pisma, svjedoče o razvoju drevnih vjerovanja i društvenog sustava rane Kine.
U Yin Xu su pronađeni svi oblici poprilično razvijene gradske kulture sa snažnom specijalizacijom skupina po struci. To je najočitije u tehnici lijevanja u bronci. Do ovih pronalazaka, znanstvenici su smatrali da su brončane posude iz dinastija Shan i Zhou nastale tzv. "postupkom odlijevanja s rastopljenim voskom", lijevanjem u kalupe kojima se izgubio trag. No, u Yin Xu su pronađeni kalupi od terakote za zasebne dijelove posude, u koje se urezivao negativ uzoraka, koji su se po odlijevanju na bronci pojavljivali u pozitivu. Nakon lijevanja prljavština koja je nastala na šavovima bi se ostrugala. Ovi kalupi su svjedočili o do tada nepoznatom načinu odlijevanja, što govori o bogatstvu kineske prapovijesne tehnologije.

## Povijest
Oko 17. stoljeća prije Krista, pleme Shang, važna grana kineskog naroda, pobijedilo je dinastiju Xia i osnovalo robovlasničku dinastiju u središnjoj Kini, drugu takve vrste u kineskoj povijesti. Područje ove nove dinastije proširilo se na veliki ocean na istoku, današnji Sečuan na zapadu, do doline rijeke Liaohe na sjeveru, i jezera Dongtinghu na jugu. To je bila jedna od najmoćnijih država u istočnoj Aziji tijekom brončanog doba.
Oko 1300. pr. Kr., Pan Geng, kralj dinastije Shang, premjestio je prijestolnicu iz Yana u Yin Xu, gdje je izgradio veličanstveni glavni grad. Od tada, sljedećih 255 godina, u njemu je gradilo 12 kraljeva u osam naraštaja dinastije Shang. On je ostao političko, gospodarsko, vojno i kulturno središte Kine tijekom cijelog razdoblja brončanog doba. Oko godine 1046. pr. Kr., kralj Wu poslao je kaznenu ekspediciju protiv kralja Zhoua, posljednjeg vladara dinastije Shang. Yin je bio napušten, a grad je pretvoren u ruševine, otuda i ime Yin Xu ("ruševine Yina") u povijesnim izvorima.
Tijekom dinastija Qin i Han (221. pr. Kr. do 23.), Yin Xu se često spominjao u povijesnim knjigama. Epigrafija je postala popularna za vrijeme dinastija Song i Yuan (10. – 14. st.). Česta iskapanja predmeta od bronce oko sela Xiaotun izazvalo je pozornost obrazovanih ljudi. Tada se mislio da je ovaj grad Xiang, rezidencija 12. kralja dinastije Shang. Godine 1899., Wang Yirong, epigrafer posljednjih godina dinastije Qing, otkrio je i dokazao da su natpisi na proročkim kostima jezik koji se koristio u dinastiji Shang. Nakon provjere i istraživanja mnogih drugih znanstvenika, selo Xiaotun kod Anyanga je prepoznato kao mjesto Yin Xua, kako je zabilježeno u kineskim zapisima.
Između 1928. i 1937. godine, Institut za povijest i filologiju tadašnje Academia Sinica je proveo 15 velikih iskapanja u Yin Xuu, i otkrio područja palače i Svetišta predaka, kraljevske grobnice i veliki broj drugih kulturnih spomenika. Tako je ovaj glavni grad dinastije Shang postao poznat kao prva drevna prijsetolnica Kine, koja je čvrsto dokazana pisanim dokumentima. Istraživanja su završena nakon Drugog svjetskog rata. Godine 1995. u gradu Anyangu je osnovan Yin Xu Odjel za svakodnevno upravljanje i očuvanje Yin Xua.